# Jason BeDuhn
Jason David BeDuhn (* 1963) ist ein Religions- und Kulturhistoriker und derzeit Professor für Religionswissenschaft an der Northern Arizona University in Flagstaff.

## Leben und Wirken
BeDuhn besuchte die High-School-Abschlussklasse von Rock Island in Illinois. Später erwarb er seinen Bachelor in Religionswissenschaft der University of Illinois, Urbana, einen Master in Theologie mit Schwerpunkt Neues Testament und Geschichte des frühen Christentums der Harvard Divinity School. Er wurde in vergleichender Religionswissenschaft an der Indiana University, Bloomington promoviert.
2001 wurde BeDuhn mit Best First Book Award der American Academy of Religion für sein Buch The Manichaean Body in Discipline and Ritual, in dem er Religionen als zielorientierte Systemen der Praxis innerhalb bestimmter Modelle der Realität analysierte, ausgezeichnet. Sein zweites Buch Truth in Translation: Accuracy and Bias in English Translations of the New Testament rief erheblichen Widerspruch hervor, weil es Fälle von konfessioneller Voreingenommenheit im Prozess der Bibelübersetzung hervorhob. BeDuhn argumentiert, dadurch würden zeitgenössische christliche Ansichten anachronistisch in die Übersetzungen der Heiligen Schrift eingefügt, auf die sich die meisten englischsprachigen Christen verließen.
Sein drittes Buch Augustine’s Manichaean Dilemma, I: Conversion and Apostasy, 373-388 C.E. (2010) enthalte "eine bemerkenswert tiefschürfende Untersuchung zum Manichäer Augustinus", urteilte Peter Brown.
Jason David BeDuhn (2012) rekonstruierte den Text des ‚Marcion-Evangeliums‘ und untersuchte seine Auswirkungen auf das Evangelium nach Lukas und der Apostelgeschichte des Lukas, der Zweiquellentheorie und der Logienquelle Q (Q-Hypothese). BeDuhn argumentiert, dass das Evangelium nach Lukas von Markion aus theologischen Gründen nicht verändert wurde, wie verschiedene Kirchenväter dies behaupteten, da für jedes einzelne Motiv und Textstelle, aus dem eine Passage weggelassen worden sein soll, eine Passage mit gleichwertigem Inhalt gefunden werden kann, die zuvor nicht vorhanden war. Markions Version sollte daher besser als eigenständige Variante des Lukes Evangelium angesehen werden, die von demselben Vorläufer abstammt, wie das spätere kanonisierte Evangelium. BeDuhn merkt auch an, dass viele der „Minor Agreements“ zwischen den Evangelien des Matthäus und des Lukas nicht in Markions Evangelium enthalten sind, ebenso wie die sehr geringe Anzahl von erzählerischen Episoden, die sie mit dem Material der Logienquelle Q gemeinsam haben.
Im Jahr 2004 wurde ihm ein Guggenheim-Stipendium verliehen.

## Veröffentlichungen

### Als Autor
- Augustine’s Manichaean Dilemma, I: Conversion and Apostasy, 373-388 C.E. University of Pennsylvania Press, Philadelphia 2009, ISBN 978-0-8122-4210-2.
- Truth in Translation: Accuracy and Bias in English Translations of the New Testament. University Press of America, Lanham 2003, ISBN 0-7618-2556-8.
- The Manichaean Body: In Discipline and Ritual. Johns Hopkins University Press, Baltimore 2000, ISBN 0-8018-6270-1.
- The New Marcion Rethinking the ”Arch-Heretic”. FORUM third series 4,2 fall 2015, S. 163–179 westarinstitute.org
- The Myth of Marcion as Redactor: The Evidence of “Marcion’s” Gospel. Against an Assumed Marcionite Redaction. Annali di Storia dell'Esegesi (ASE) 29/1 (2012) 21–48 PDF; 324 kB, Seiten 28
- Marcion's Gospel and the New Testament: Catalyst or Consequence? New Testament Studies, (2017) 63(2), 324–329. doi:10.1017/S0028688516000473
- The First New Testament: Marcion's Scriptural Canon.  Polebridge Press, Salem (Oregon) 2013, ISBN 978-1-59815-131-2.

### Als Herausgeber
- New Light on Manichaeism: Papers from the 6th International Meeting of the IAMS. E. J. Brill, Leiden/Boston, 2009, ISBN 978-90-04-17285-2, LCCN 2008-050516
- Frontiers of Faith: The Christian-Manichaean Encounter in the Acts of Archelaus (= Nag Hammadi and Manichaean studies 61). Gemeinsam mit Paul Mirecki. E. J. Brill, Leiden/Boston, 2007, ISBN 978-90-04-16180-1, LCCN 2007-031049
- The Light and the Darkness: Studies in Manichaeism and its World (= Nag Hammadi and Manichaean studies 50). Gemeinsam mit Paul Mirecki. E. J. Brill, Leiden/Boston, 2001, ISBN 90-04-11673-7, LCCN 2001-025757
- Emerging from Darkness: Studies in the Recovery of Manichaean Sources (=Nag Hammadi and Manichaean studies 43). Gemeinsam mit Paul Mirecki. E. J. Brill, Leiden/New York/Köln, 1997, ISBN 90-04-10760-6, LCCN 97-152379